# Frenship
Frenship ist ein US-amerikanisches Elektropop-Duo aus Los Angeles.

## Geschichte
Das Duo wurde 2013 gegründet und setzt sich aus James Sunderland und Brett Hite zusammen, die sich bei der Arbeit in einem Sportgeschäft kennenlernten. Sie stellten ihre Musik zunächst über die Plattform SoundCloud zur Verfügung, darunter den in Zusammenarbeit mit dem norwegischen DJ Matoma produzierte Titel Knives, durch den sie erstmals größere Bekanntheit erlangten.
Im Sommer 2016 veröffentlichten sie die Single Capsize, an welcher die Sängerin und Songwriterin Emily Warren mitwirkte. Diese erreichte nach kurzer Zeit große Aufmerksamkeit und konnte innerhalb von 24 Stunden 44 Millionen Streams verzeichnen. Das Lied entwickelte sich zum internationalen Hit und stieg in zahlreichen Ländern weltweit in die Charts ein. Im September veröffentlichten Frenship ihre Debüt-EP Truce.

## Diskografie

### Studioalben
- 2019: Vacation

### EPs
- 2016: Truce

### Singles
| Jahr | Titel Album | Höchstplatzierung, Gesamtwochen, AuszeichnungChartplatzierungen (Jahr, Titel, Album, Platzierungen, Wochen, Auszeichnungen, Anmerkungen) | Höchstplatzierung, Gesamtwochen, AuszeichnungChartplatzierungen (Jahr, Titel, Album, Platzierungen, Wochen, Auszeichnungen, Anmerkungen) | Höchstplatzierung, Gesamtwochen, AuszeichnungChartplatzierungen (Jahr, Titel, Album, Platzierungen, Wochen, Auszeichnungen, Anmerkungen) | Höchstplatzierung, Gesamtwochen, AuszeichnungChartplatzierungen (Jahr, Titel, Album, Platzierungen, Wochen, Auszeichnungen, Anmerkungen) | Höchstplatzierung, Gesamtwochen, AuszeichnungChartplatzierungen (Jahr, Titel, Album, Platzierungen, Wochen, Auszeichnungen, Anmerkungen) | Anmerkungen                                                                   |
| Jahr | Titel Album | DE | AT | CH | UK | US | Anmerkungen                                                                   |
| ---- | ----------- | --- | --- | --- | --- | --- | ----------------------------------------------------------------------------- |
| 2016 | Capsize     | DE45 Gold · (23 Wo.)DE | AT41 (25 Wo.)AT | CH38 Gold · (23 Wo.)CH | UK59 Gold · (20 Wo.)UK | US78 Platin · (10 Wo.)US | Erstveröffentlichung: 18. Juni 2016 Verkäufe: + 2.195.000; feat. Emily Warren |

Weitere Singles
- 2013: Kids
- 2014: Morrison
- 2015: Nowhere
- 2015: Knives (mit Matoma)
- 2018: Mi Amore

## Auszeichnungen für Musikverkäufe
| Goldene Schallplatte - Frankreich - 2017: für die Single Capsize - Mexiko - 2019: für die Single Capsize - Neuseeland - 2022: für das Album Truce - Polen - 2017: für die Single Capsize Platin-Schallplatte - Dänemark - 2025: für die Single Capsize - Italien - 2017: für die Single Capsize - Schweden - 2016: für die Single Capsize | 2× Platin-Schallplatte - Kanada - 2018: für die Single Capsize - Norwegen - 2017: für die Single Capsize 3× Platin-Schallplatte - Australien - 2017: für die Single Capsize - Neuseeland - 2023: für die Single Capsize |

Anmerkung: Auszeichnungen in Ländern aus den Charttabellen bzw. Chartboxen sind in ebendiesen zu finden.
| Land/RegionAuszeichnungen für Musikverkäufe (Land/Region, Auszeichnungen, Verkäufe, Quellen) | Gold     | Platin       | Verkäufe  | Quellen              |
| -------------------------------------------------------------------------------------------- | -------- | ------------ | --------- | -------------------- |
| Australien (ARIA)                                                                            | —        | 3× Platin3   | 210.000   | aria.com.au          |
| Dänemark (IFPI)                                                                              | —        | Platin1      | 90.000    | ifpi.dk              |
| Deutschland (BVMI)                                                                           | Gold1    | —            | 200.000   | musikindustrie.de    |
| Frankreich (SNEP)                                                                            | Gold1    | —            | 75.000    | snepmusique.com      |
| Italien (FIMI)                                                                               | —        | Platin1      | 50.000    | fimi.it              |
| Kanada (MC)                                                                                  | —        | 2× Platin2   | 160.000   | musiccanada.com      |
| Mexiko (AMPROFON)                                                                            | Gold1    | —            | 30.000    | amprofon.com.mx      |
| Neuseeland (RMNZ)                                                                            | Gold1    | 3× Platin3   | 97.500    | radioscope.co.nz NZ2 |
| Norwegen (IFPI)                                                                              | —        | 2× Platin2   | 80.000    | ifpi.no              |
| Polen (ZPAV)                                                                                 | Gold1    | —            | 10.000    | olis.pl              |
| Schweden (IFPI)                                                                              | —        | Platin1      | 40.000    | sverigetopplistan.se |
| Schweiz (IFPI)                                                                               | Gold1    | —            | 10.000    | hitparade.ch         |
| Vereinigte Staaten (RIAA)                                                                    | —        | Platin1      | 1.000.000 | riaa.com             |
| Vereinigtes Königreich (BPI)                                                                 | Gold1    | —            | 400.000   | bpi.co.uk            |
| Insgesamt                                                                                    | 7× Gold7 | 14× Platin14 |           |                      |